# Cottapré
Cottapré est un hameau de la commune belge de Mettet située en Région wallonne dans la province de Namur.
Avant la fusion des communes de 1977, Cottapré faisait partie de la commune de Saint-Gérard.

## Situation
Avec  Plançon situé plus au nord et Bossière au sud, Cottapré forme une agglomération commune. Saint-Gérard se situe à environ 3,5 km au nord-est et Mettet à environ 4 km au sud-ouest.

## Activités
L'école communale de Bossière se trouve à la limite de Cottapré et du hameau voisin et contigu de Bossière.